# Je chante pour vous (film, 1949)
Cet article concerne un film américain. Pour l'album d'Herbert Léonard de 2006, voir Je chante pour vous.
Pour plus de détails, voir Fiche technique et Distribution.

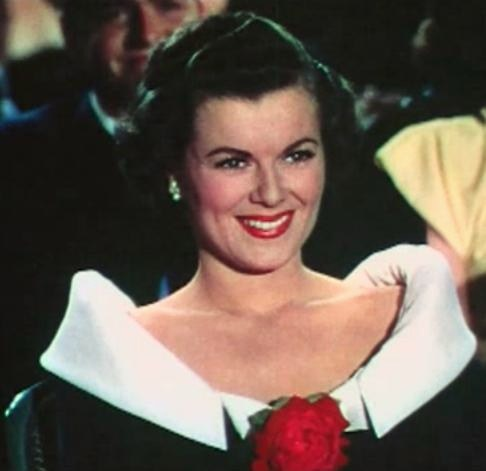
Barbara Hale

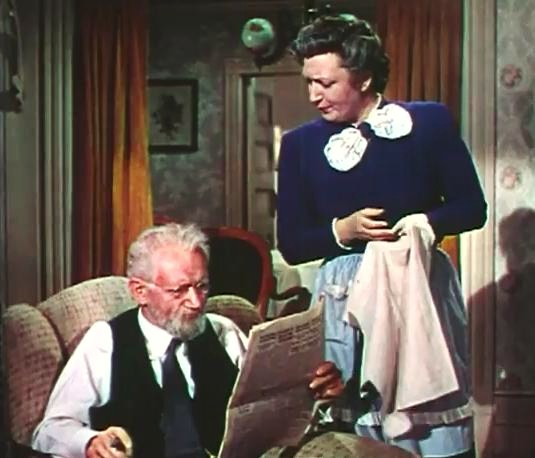
Ludwig Donath et Tamara Shayne

Je chante pour vous (Jolson Sings Again) est un film musical américain réalisé par Henry Levin, sorti en 1949.
Ce film est la suite de la biographie du chanteur et acteur Al Jolson, après Le Roman d'Al Jolson d'Alfred E. Green (1946), avec le même interprète dans le rôle-titre.

## Fiche technique
- Titre : Je chante pour vous
- Titre original : Jolson Sings Again
- Réalisation : Henry Levin
- Scénariste et producteur : Sidney Buchman
- Musique et arrangements musicaux : George Duning et Morris Stoloff
- Directeur musical : Morris Stoloff
- Directeur de la photographie : William E. Snyder
- Directeur artistique : Walter Holscher (en)
- Décorateur de plateau : William Kiernan
- Costumes : Jean Louis
- Montage : William A. Lyon
- Compagnie de production : Sidney Buchman Enterprises, pour Columbia Pictures
- Compagnie de distribution : Columbia Pictures
- Genre : Biopic
- Format : Couleur (en Technicolor)
- Durée : 96 minutes
- Date de sortie :
  - États-Unis : 17 août 1949

## Distribution
- Larry Parks : Al Jolson
- Barbara Hale : Ellen Clark
- William Demarest : Steve Martin
- Ludwig Donath : Cantor Yoelson
- Tamara Shayne : Mme Yoelson
- Bill Goodwin : Tom Baron
- Myron McCormick : Ralph Bryant

Acteurs non crédités
- Peter Brocco : maître d'hôtel
- Robert Emmett Keane : Charlie

## Récompenses et distinctions
- 1950 : Nomination à l'Oscar de la meilleure musique de film (catégorie Meilleure adaptation pour un film musical), pour George Duning et Morris Stoloff.